# Thank You (альбом Stone Temple Pilots)
Thank You — збірка найкращих хітів рок-гурту Stone Temple Pilots, що вийшла у 2003 році.

## Про альбом
Вихід першої збірки найкращих пісень Stone Temple Pilots було анонсовано у 2003 році. Альбом вийшов на лейблі Atlantic та містив найкращі пісні з п'яти студійних платівок гурту. Окрім пісень, що виходили раніше з 1992 по 2001 роки, на Thank You була презентована нова пісня «All In The Suit You Wear», а також концертна версія хітової «Plush» з акустичного шоу на MTV.
На доданок до компакт-диска з переважно студійними піснями, було випущено тригодинний DVD з записами живих виступів гурту. Окрім власних пісень музиканти виконали кавер-версії «Sweet Emotion» Aerosmith та «Wichita Lineman» Глена Кемпбелла.

## Критичні відгуки
В журналі Rolling Stone відзначили, що Stone Temple Pilots запам'ятались не як представники гранджового руху, а як вправні перетворювачі пісень класичних рок-гуртів у щось нове. Зокрема, Роберт Черрі порівняв їхні численні хіти з піснями Led Zeppelin, The Beatles та Pearl Jam, та резюмував: «STP: У яку чудову групу гуртів ви перетворились».
У виданні Spin наголосили, що пісні зі збірки відбивають періоди злетів та падінь гурту, порівнявши колектив із легендарним птахом Феніксом: «Це на 63 відсотки чудово, на 37 відсотків сумно».
В музичному каталозі AllMusic відзначили, що альбом містить майже всі найкращі пісни STP, окрім «Unglued», «Hollywood Bitch» та «Pretty Penny». Стівен Томас Ерлвайн назвав Stone Temple Pilots The Guess Who дев'яностих, а збірку «майже досконалою».

На сайті Blender Thank You назвали «стриманим нагадуванням про виняткову майстерність гурту з Сан-Дієго у створенні хітів». Ерік Хіммельсбах звернув увагу, що Stone Temple Pilots починали з копіювання Pearl Jam, потім знайшли власний стиль — гламурний павер-поп, але історія гурту закінчилась разом з героїновим «згорянням» його фронтмена Скотта Вейланда.

## Список пісень
| #     | Назва                                                              | Альбом                   | Тривалість |
| ----- | ------------------------------------------------------------------ | ------------------------ | ---------- |
| 1.    | «Vasoline»                                                         | 1994 — Purple            | 2:57       |
| 2.    | «Down»                                                             | 1999 — No. 4             | 3:50       |
| 3.    | «Wicked Garden»                                                    | 1992 — Core              | 4:07       |
| 4.    | «Big Empty»                                                        | 1994 — Purple            | 4:55       |
| 5.    | «Plush»                                                            | 1992 — Core              | 5:13       |
| 6.    | «Big Bang Baby»                                                    | 1996 — Tiny Music…       | 3:24       |
| 7.    | «Creep»                                                            | 1992 — Core              | 5:34       |
| 8.    | «Lady Picture Show»                                                | 1996 — Tiny Music…       | 4:08       |
| 9.    | «Trippin' on a Hole in a Paper Heart»                              | 1996 — Tiny Music…       | 2:57       |
| 10.   | «Interstate Love Song»                                             | 1994 — Purple            | 3:15       |
| 11.   | «All in the Suit That You Wear»                                    | опублікована вперше      | 3:41       |
| 12.   | «Sex Type Thing»                                                   | 1992 — Core              | 3:40       |
| 13.   | «Days of the Week»                                                 | 2001 — Shangri-La Dee Da | 2:37       |
| 14.   | «Sour Girl»                                                        | 1999 — No. 4             | 4:18       |
| 15.   | «Plush» (акустична версія, записана на MTV Headbangers Ball, 1992) |                          | 3:50       |
| 16.   | «Long Way Home» (Live 2001, бонус-трек на деяких виданнях)         |                          | 4:51       |
| 58:29 |                                                                    |                          |            |

## Сертифікації
| Регіон                                             | Сертифікація | Продажі |
| -------------------------------------------------- | ------------ | ------- |
| Австралія (ARIA)                                   | Золотий      | 35 000^ |
| ^відвантаження, що базуються лише на сертифікаціях |              |         |